# Agatòtic
Agatòtic (en llatí Agathotychus, en grec antic Ἀγαθότυχος) va ser un veterinari grec d'època desconeguda però que probablement va viure al segle iv i V.
Alguns fragments dels seus escrits van ser traduïts al llatí i publicats a París el 1530, i després en grec el 1537.